# Mutasarrifat de Jerusalem
El mutassarrifat de Jerusalem (turc otomà:  مُتَصَرِّف قدسی مُتَصَرِّفلغ; àrab: متصرفية القدس الشريف, mutaṣarrifiyyat al-Quds ax-Xarīf; turc: Kudüs-i Şerif Mutassarıflığı), també conegut com el sanjaq [autònom] de Jerusalem, va ser un districte otomà amb una especial situació administrativa, establert el 1872. El districte incloïa Jerusalem així com Gaza, Jaffa, Hebron, Betlem i Beerxeba. Durant el final del període otomà, el Mutasarrifat de Jerusalem, juntament amb el sanjaq de Nablus i el sanjaq d'Acre, va formar la regió que va ser comunament anomenada com a «Sud de Síria» o com a «Palestina».
El districte es va separar de l'eyalat de Damasc i posat sota dependència directe de Constantinoble el 1841, i formalment creada com a província independent el 1872 pel Gran Visir Mahmud Nedim Pasha. Els experts proporcionen una varietat de motius de la separació, incloent-hi l'augment de l'interès europeu a la regió, i el reforç de la frontera sud de l'Imperi contra el khedivat d'Egipte (que havia dominat la zona durant deu anys). Inicialment els sanjaqs d'Acre i de Nablus es van combinar amb la província de Jerusalem, amb la combinació la província va ser esmentat en el registre de la cort de Jerusalem com l' "Eyalat de Jerusalem", i el cònsol britànic s'hi va referir com la creació de «Palestina com un eyalat separat». No obstant això, després de menys de dos mesos, els sanjaqs de Nablus i Acre en foren separats i s'afegiren al vilayet de Beirut, deixant només el sanjaq de Jerusalem que va esdevenir el mutasarrifat de Jerusalem. El 1906, el kaza de Natzaret es va afegir al mutasarrifat com un exclave, principalment per a permetre l'emissió d'un permís turístic únic pels viatgers cristians. La zona va ser conquerit per les Forces Aliades el 1917, durant la primera Guerra Mundial i posat sota l'autoritat d'una administració militar coneguda com l'OETA-Sud (Occupied Enemy Territory Administration) que va substituir l'administració otomana. OETA Sud va administrar els sanjaqs otomans de Jerusalem, Nablus i Acre. L'administració militar fou substituït per una administració civil britànica el 1920, i la zona de OETA Sud va integrar el Mandat Britànic de Palestina confirmat el 1923.
La condició política del Mutasarrifat de Jerusalem va ser única entre totes les províncies otomanes, ja que estava sota l'autoritat directa del govern otomà de Constantinoble. Els habitants s'identificaven principalment en termes religiosos. Les diverses poblacions rurals eren normalment habitades per pagesos, mentre que les seves ciutats eren poblades per comerciants, artesans, propietaris de terres i prestadors. L'elit va consistir en el lideratge religiós, els terratinents més rics i els alts funcionaris.

## Història
El 1841 el districte (sanjaq) va ser separat de Damasc i posat directament sot autoritat de Constantinoble i formalment creat com a mutasarrifat independent el 1872. Fins a 1872 el mutasarrifat de Jerusalem era oficialment un sanjaq dins del vilayet de Síria o Damasc (creat el 1864, després de les reformes del Tanzimat).
La frontera sud del mutasarrifat de Jerusalem fou redibuixat el 1906, a instigació dels britànics que estaven interessats en preservar els seus interessos imperialistes fent la frontera el mes curta possible per fer més fàcil patrullar-la.
Cap a la fi del segle xix, la idea que la regió de Palestina o mutasarrifat de Jerusalem formés una entitat política independent es va popularitzar entre els intel·lectuals àrabs dels districte. En 1904, l'antic oficial de Jerusalem Najib Azuri va formar a París, França, la Ligue de la Patrie Arabe (Lliga de la Pàtria Àrab) amb l'objectiu de independitzar la Síria Otomana i l'Iraq del domini turc. En 1908, Azuri va proposar l'elevació del mutasarrifat a l'estatus de vilayet al Parlament Otomà després de la Revolució dels Joves Turcs del 1908.
La zona va ser conquerida per les Forces Aliades el 1917, durant la primera Guerra Mundial i una administració militar anomenada "Administració del Territori Enemic Ocupat" (OETA-Sud) es va posar en marxa per substituir l'administració otomana. OETA-Sud va consistir en els sanjaqs otomans de Jerusalem, Nablus i Acre. L'administració militar fou substituïda per una administració civil britànica el 1920, i la zona de OETA-Sud es va convertir en el territori del Mandat Britànic de Palestina confirmada per la Societat de Nacions el 1923, amb alguns ajustos fronterers amb el Líban i Síria.

## Límits
A continuació es presenten sis mapes contemporanis otomans que mostren la "Quds Al-Sharif Sancağı" o "Quds Al-Sharif Mutasarrıflığı". El quart mapa mostra les fronteres de 1860 entre la Síria otomana i el khedivat d'Egipte, encara que la frontera es va traslladar el 1906 a l'actual frontera entre Israel, i la zona nord del desert del Negev és etiquetada "Filastin" (Palestina).

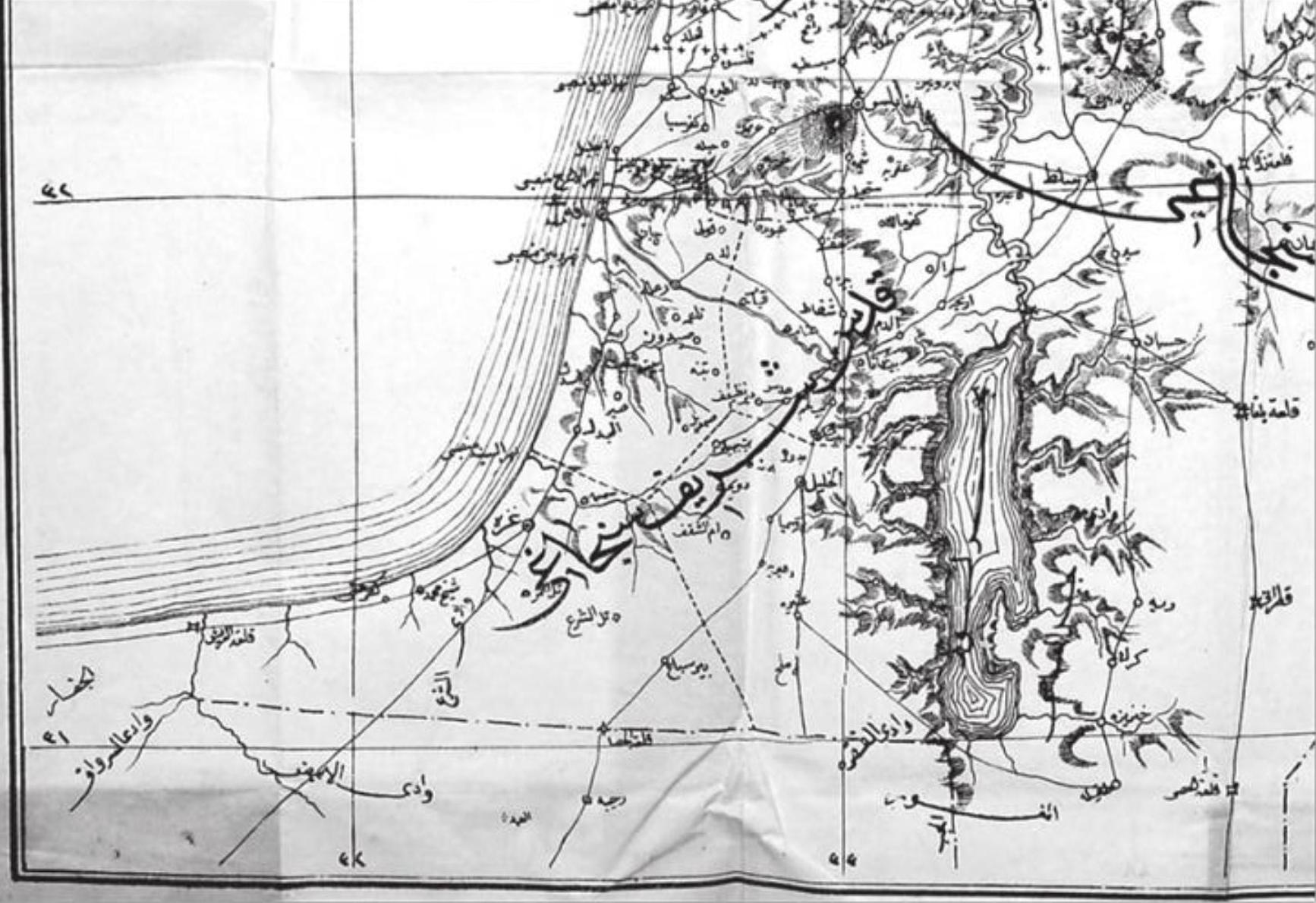
1883
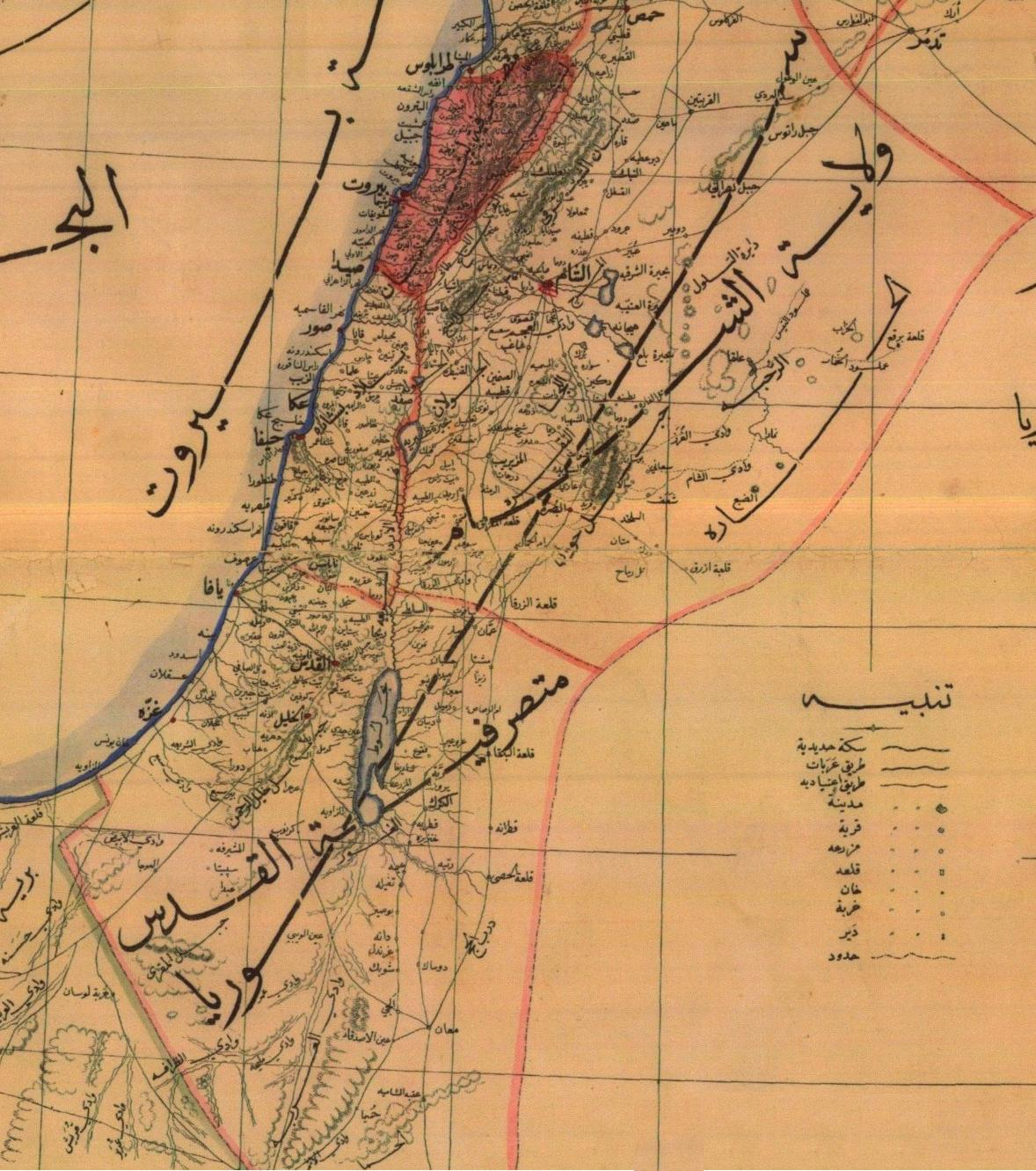
1893
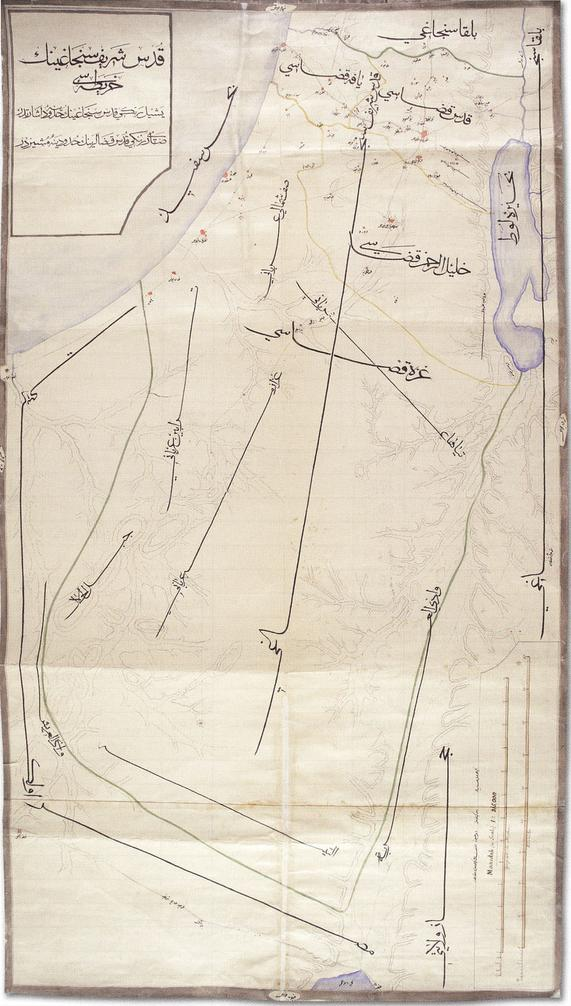
c.1900
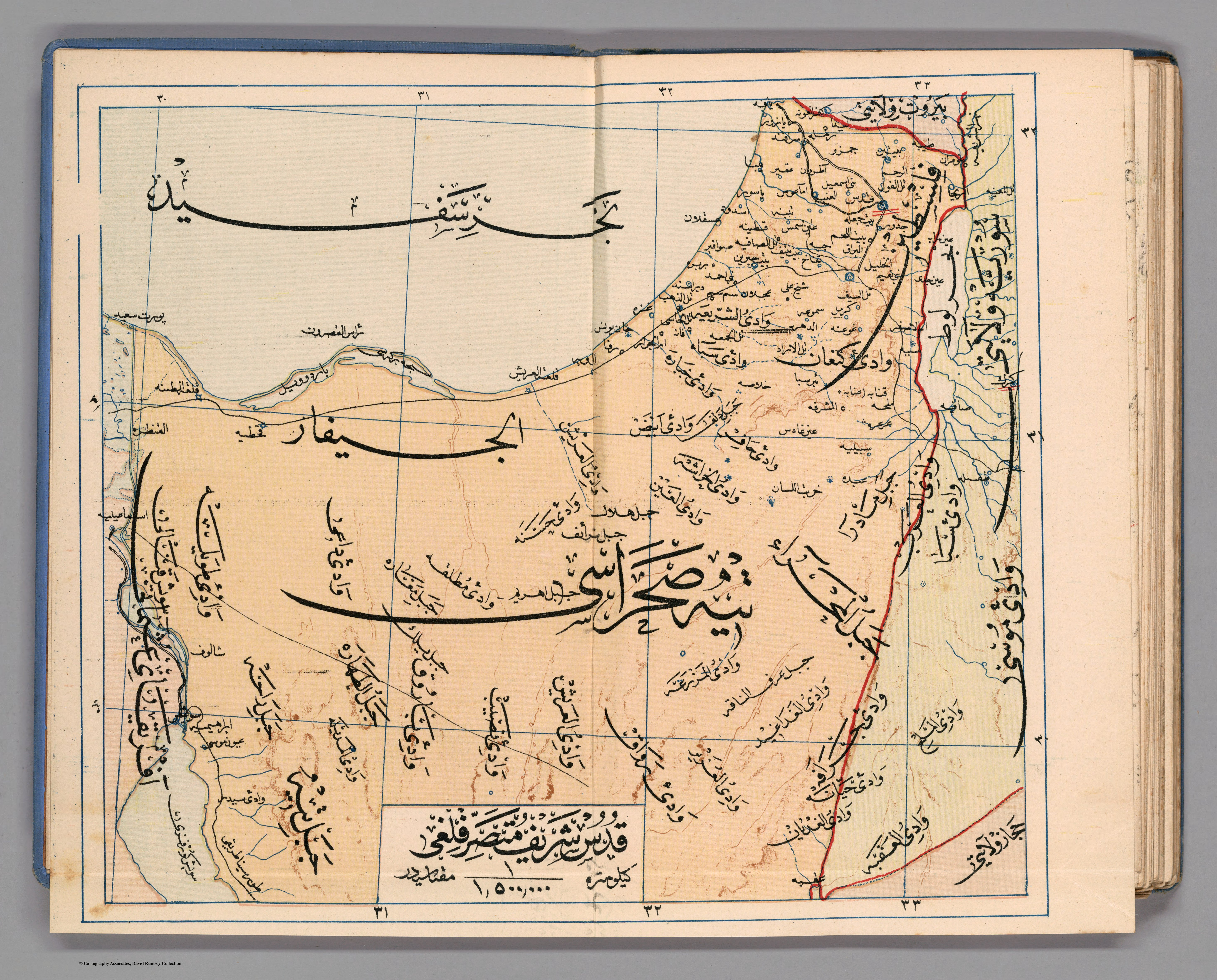
1907
1907
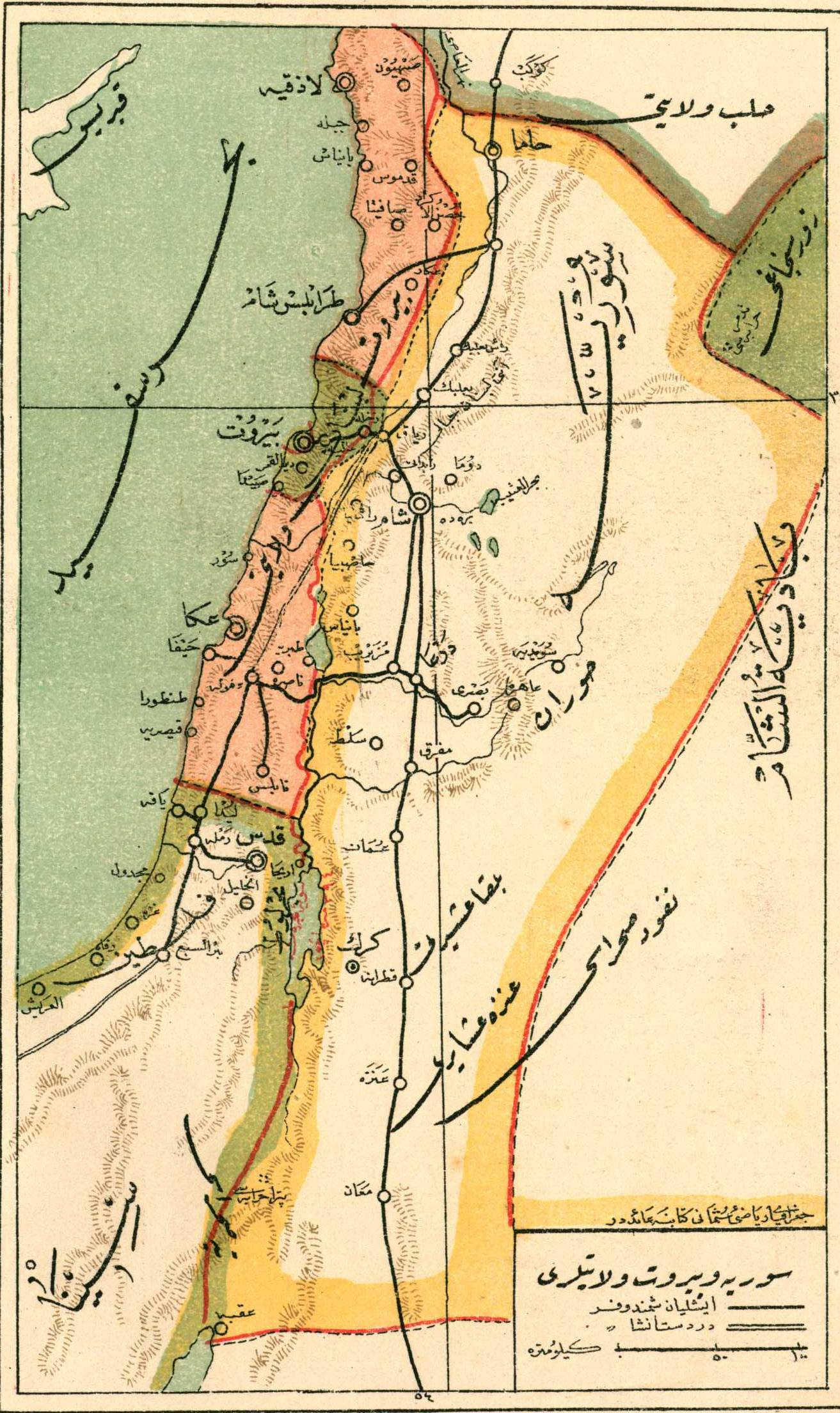
1912-13

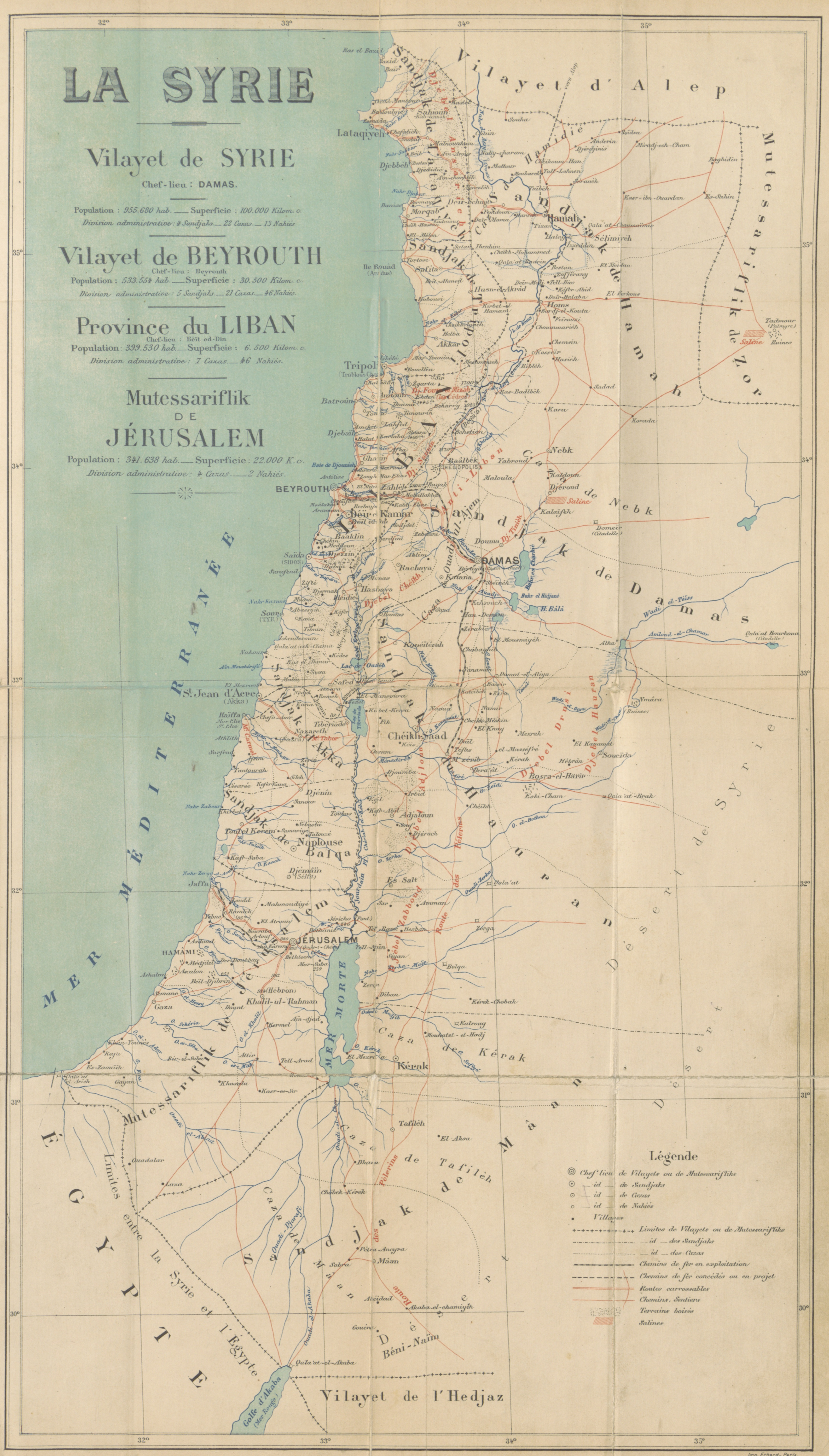
Mapa de Síria de Vital Cuinet de 1896, incloent-hi el "Mutasarrifat de Jerusalem"

L'entitat estava limitada a l'oest per la mar Mediterrània, a l'est pel Riu Jordà i la Mar Morta, a la zona nord per una línia des de la desembocadura del riu Auja fins al pont sobre el riu Jordà prop de Jericó, i al sud per una línia que anava d'un punt a mig camí entre Gaza i Arish fins a Aqaba.

## Divisions administratives
Divisions administratives del Mutasarrifat (1872-1909):
1. Kaza de Beersheba (en turc otomà قضا بءرالسبع; en turc Birüsseb' kazası; en àrab قضاء بئر السبع), que incloïa dos sub-districtes i una municipalitat: 
  - Al-Hafir (en turc otomà ناحيه حفير ; en turc Hafır nahiyesı; en àrab ناحية عوجة الحفير), creat el 1908 com a punt entremig entre Beerxeba i Aqaba, prop de la nova frontera establerta al Sinai[13]
  - Al-Mulayha, creat el 1908 com a punt entremig entre al-Hafir i Aqaba[13]
  - Beerxeba (en turc otomà بلدية بءرالسبع; en turc Birüsseb' belediyesı; en àrab بلدية بئر السبع), creat el 1901
2. Kaza de Gaza (en turc otomà قضا غزّه; en turc Gazze kazası ; en àrab قضاء غزة), que incloïa tres sub-districtes i una municipalitat:
  - Al-Faluja (en turc otomà ناحيه فلوجه; en turc Felluce nahiyesı; en àrab ناحية الفالوجة), creat el 1903.
  - Khan Yunis (en turc otomà ناحيه خان يونس; en turc Hanyunus nahiyesı; en àrab ناحية خان يونس), creat el 1903, va esdevenir municipalitat el 1917
  - Al-Majdal (en turc otomà ... ناحيه; Turkish: Mücdel nahiyesı; en àrab ناحية المجدل), creat el 1880
  - Gaza (en turc otomà بلدية غزّه; Turkish: Gazze belediyesı ; en àrab بلدية غزة), creat el 1893
3. Kaza d'Hebron (en turc otomà قضا خليل الرحمن; en turc Halilü'r Rahman kazası; en àrab قضاء الخليل), que incloïa dos sub-districtes i una municipalitat: 
  - Bayt Itab (en turc otomà ناحيه بيت اعطاب; en turc Beyt-i a'tâb nahiyesı; en àrab ناحية بيت عطاب), creat el 1903
  - Bayt Jibrin (en turc otomà ناحيه بيت جبرين; en turc Beyt-i Cireyn nahiyesı; en àrab ناحية بيت جبرين), creat el 1903
  - Hebron (en turc otomà بلدية خليل الرحمن; en turc Halilü'r Rahman belediyesı; en àrab بلدية الخليل), creat el 1886
4. Kaza de Jaffa (en turc otomà قضا يافه; en turc Yafa kazası ; en àrab قضاء يَافَا), que incloïa dos sub-districtes i una municipalitat: 
  - Nilin (turc otomà: ناحيه نعلين; en turc Na’leyn nahiyesı; en àrab ناحية نعلين),creat el 1903
  - Ramla (en turc otomà ناحيه رمله; en turc Remle nahiyesı; en àrab ناحية الرملة), creat el 1880, va esdevenir municipalitat abans de 1888 i restablert com sub-districte el 1889
  - Lydda (en turc otomà ... بلدية; en turc Lod belediyesı ; en àrab ... بلدية)
5. Kaza de Jerusalem  (en turc otomà قضا قدس; en turc Kudüs-i Şerif kazası; en àrab قضاء القدس الشريف), que incloïa quatre sub-districtes i una municipalitat:
  - Abwein (en turc otomà ... ناحيه; en turc Abaveyn nahiyesı; en àrab ناحية عبوين), creat el 1903;
  - Bethlehem (en turc otomà ناحيه بيت اللحم; en turc Beytü'l lahim nahiyesı; en àrab ناحية بيت لحم), creat el 1883 va esdevenir municipalitat el 1894;
  - Ramallah (en turc otomà ناحيه رام الله; en turc Ramallah nahiyesı; en àrab ناحية رام الله), creat el 1903 i va esdevenir municipalitat el 1911,
  - Saffa (en turc otomà ناحيه صفا; en turc Safa nahiyesı; en àrab ناحية صفّا),
  - Jerusalem (en turc otomà بلدية قدس; en turc Kudüs-i Şerif belediyesı; en àrab بلدية القدس الشريف), creat el 1867, i
  - Beit Jala (en turc otomà ... بلدية; en turc ... belediyesı; en àrab بلدية بيت جالا), creat el 1912.
6. Kaza de Nazareth (en turc otomà قضا الْنَاصِرَة; en turc Nasra kazası; en àrab قضاء الْنَاصِرَة), establert el 1906.

## Mutasarrıfs de Jerusalem
Els mutasarrıfs de Jerusalem van ser nomenats per la Porta per a governar el districte. Solien ser experimentats funcionaris que parlaven poc o gens l'àrab, però sabien alguna llengua europea, normalment el francès, a més a més del turc otomà.

### Abans de la separació de Damasc
- Sureyya Pasha 1857-63
- Izzet Pasha 1864-67
- Nazif Pasha 1867-69
- Kamil Pasha 1869-71
- Ali Bey 1871-72

### Després de la separació de Damasc
- Nazlf Pasha (el mateix que el 1867-1869) 1872-73
- Kamil Pasha (el mateix que el 1869-1871) 1873-75
- Ali Bey (el mateix que el 1871-1872) 1874-76
- Faik Bey 1876-77
- Sharif Mehmet Rauf Pasha 1877-89
- Resad Pasha 1889-90
- Ibrahim Hakki Pasha 1890-97
- Mehmet Tevfik Biren 1897-01
- Mehmet Cavit Bey 1901-02
- Osman Kazim Bey 1902-04
- Ahmed Resid Bey 1904-06
- Ali Ekrem Bolayır 1906-08

### Post Revolució dels Joves Turcs
Llista de mutasarrıfs després de 1908:
- Subhi Bey 1908-09
- Nazim Bey 1909-10
- Azmi Bey 1910-11
- Cevdet Bey 1911-12
- Muhdi Bey 1912
- Tahir Hayreddin Bey 1912-13
- Ahmed Macid Bey 1913-15